# Toscana (film)
Pour les articles homonymes, voir Toscana et Toscana (homonymie).
Pour plus de détails, voir Fiche technique et Distribution.
Toscana est une comédie dramatique romantique danoise écrite et réalisée par Mehdi Avaz et sortie en 2022. Le film met en vedette Anders Matthesen dans le rôle du chef Michelin fictif Theo Dahl. 
Le film est sorti le 18 mai 2022 en exclusivité sur Netflix, premier long métrage original danois Netflix. Il a été largement mal accueilli par la critique  —  qui a notamment critiqué sa prévisibilité et son scénario  —  mais il a été un succès auprès des téléspectateurs, devenant le cinquième film le plus regardé au monde sur Netflix au cours de sa première semaine.

## Fiche technique
Sauf indication contraire, les informations mentionnées dans cette section peuvent être confirmées par la base de données cinématographiques IMDb,  présente dans la section « Liens externes ».
- Titre original :  Toscana
- Réalisation : Mehdi Avaz
- Scénario : Mehdi Avaz
- Photographie :
- Montage :
- Musique :
- Production :
- Sociétés de production :
- Pays de production : Danemark
- Langue originale : danois, italien
- Format : couleur
- Genre : comédie dramatique
- Durée : 90 minutes
- Dates de sortie[2] :
  - Netflix : 18 mai 2022

## Distribution
Sauf indication contraire, les informations mentionnées dans cette section peuvent être confirmées par la base de données cinématographiques IMDb,  présente dans la section « Liens externes ».
- Anders Matthesen : Théo Dahl
  - Kaiser Houborg : Théo (jeune)
- Cristiana Dell'Anna : Sophia
  - Elva Garcia Seidler : Sophia (jeune)
- Andrea Bosca : Pin
- Ghita Nørby : Inge
- Sebastian Jessen : Zeuten
- Ari Alexander : Lai
- Christopher Nissen : Svend
- Karoline Brygmann : Mélanie
- Lærke Winther : Merle, l'ex-femme de Théo
- Christoffer Jindyl : Vincent
- Pino Ammendola : Lucques
- Sergio Pantani : président
- Renzo Del Lungo : Livio Ricci
- Caroline Dahm : Camilla

## Production
Le tournage de Toscana a débuté le 5 octobre 2020 en Toscane, en Italie et a duré 19 jours. Le film a été produit par Rocket Road Pictures, la société de production de Mehdi Avaz et le budget était composé des fonds propres d'Avaz. Sa sortie était initialement prévue pour décembre 2021, mais en raison de la pandémie de coronavirus, elle a été reportée. Après la production du film, Netflix a acheté les droits de distribution, annulé la sortie en salles et fixé sa sortie au 18 mai 2022 sur sa plateforme.

## Sortie
Toscana est sorti le 18 mai 2022 sur Netflix en tant que premier long métrage danois Netflix Original.

## Réception
Le film a rencontré un franc succès auprès des spectateurs. Dès la première semaine de sa sortie, il a accumulé 14,8 millions d'heures de visionnage, soit l'équivalent d'environ 10 millions de vues, et a été le film non anglophone le plus regardé et le cinquième film le plus regardé sur Netflix à l'échelle mondiale.